# Carmen Aragón Rueda
Carmen Aragón Rueda (Alicante, 1949) es catedrática de Bioquímica y Biología molecular, e investigadora.

## Biografía
Realizó la licenciatura en Farmacia por la Universidad de Granada, montó una oficina de farmacia. Pero poco después regresó al mundo universitario, y en 1974 se doctoró en Fisiología en la facultad de Farmacia en la Universidad de Granada.
Interesada en una visión molecular del funcionamiento del sistema nervioso en el campo de la Bioquímica, investigó en la Universidad Autónoma de Madrid, en el equipo de trabajo del profesor Mayor Zaragoza. Desde allí se desplazó al departamento de Bioquímica de la Universidad de Birmingham, donde completó su formación postdoctoral.
A su regreso a España, se incorporó al Centro de Biología Molecular Severo Ochoa, perteneciente al Consejo Superior de Investigaciones Científicas. En 1983 consigue plaza de profesor titular en Biología Molecular, en la Universidad Autónoma de Madrid. En 2002 es nombrada catedrática de Biología Molecular en la misma universidad. Y en diciembre de 2005 accede a la dirección del Instituto de Biología Molecular de la UAM.
Está casada y tiene dos hijos.

## Líneas de investigación
Sus líneas de investigación se concretan en las Bases Moleculares de la Neurotransmisión Glicinérgica. Además de la relación con las enfermedades neuromusculares y la esquizofrenia.

## Asociaciones a las que pertenece
- Real Academia de Farmacia (9 de junio de 2011)[3]